# Kurrawonger
Kurrawonger (Strepera) är släkte i familjen svalstarar inom ordningen tättingar.
Strepera omfattar tre arter som enbart förekommer i Australien:
- Svartvit kurrawong (S. graculina)
- Svart kurrawong (S. fuliginosa)
- Grå kurrawong (S. versicolor)

Tidigare placerades de i den egna familjen törnkråkor tillsammans med Cracticus, Peltops och flöjtkråka (Gymnorhina tibicen). Allt oftare förs de tillsammans med svalstararna efter genetiska studier som visar att de är nära släkt.